# Mauk Weber
Bartholomeus Maurits Mauk Weber (1 de març de 1914 - 14 d'abril de 1978) va ser un futbolista neerlandès que jugava com a defensa. Va jugar representant internacionalment els Països Baixos a les Copes del Món de la FIFA de 1934 i 1938. També va jugar a l'ADO Den Haag.